# FC Volga (Nizhni Nóvgorod)
El FC Volga de Nizhni Nóvgorod (en ruso, Футбольный клуб «Волга» Нижний Новгород) fue un club de fútbol de Rusia de la ciudad de Nizhni Nóvgorod (antigua Gorki) en el Distrito Federal del Volga. Fue fundado en 1963 y se desempeñaba en la Primera División de Rusia tras descender en la temporada 2013/14. El 15 de junio del 2016, el club fue disuelto por problemas financieros.

## Historia
El FC Volga se formó en 1964 mediante la fusión de los clubes de fútbol Torpedo y Raketa. La única temporada que compitió en la máxima categoría de la URSS bajo la nueva denominación del club, fue en 1964, donde alcanzó el puesto 14.º. En 1984, el club se disolvió.
A principios de los años 1990, el entrenador Vladimir Zinoviev organizó un equipo de niños llamado DYUSK Sormovich, que más tarde fue conocido como Elektronika. El mejor puesto del Elektronika fue el sexto lugar que alcanzó en la Segunda División de la zona Volga.
En 2004, el FC Elektronika Nizhny Novgorod (fundado en 1998) cambió de propietario y pasó a llamarse FC Volga.
En 2008 el club firmó una campaña de ensueño. En la Copa de Rusia llegó a la sexta ronda, cayendo eliminado en los penaltis por el equipo de Liga Premier FC Tom Tomsk. Posteriormente se proclamó campeón del grupo Volga-Urales de la Segunda División de Rusia por lo que ascendió a Primera División.

### Nombres del club
- 1963-1984 Volga
- 1998-2003 Elektronika
- 2003- Volga

## Uniforme
- Uniforme titular: Camiseta blanca, pantalón blanco, medias blancas.
- Uniforme alternativo: Camiseta azul, pantalón azul marino, medias azules marino.

## Estadio
En el estadio Lokomotiv es donde celebra sus partidos como local el FC Volga. Se encuentra en la calle Chaadaeva, nº16 del Distrito Moscú, código postal 603035 de Nizhny Novgorod. El teléfono es: 276-71-64 276-71-64.
Se puede llegar al estadio en:
- Trolebús n.º 3, 8, 15.
- Itinerario de taxi número vol.20, vol.45, 33, 120, 145, 165, 176, 178.
- Autobuses 3, 44, 45, 65.
- Los tranvías número 6 y 7 y bajar en la calle Yaroshenko.

## Entrenadores

### Cronología de los entrenadores
- Sergei Petrenko (2007).
- Andréi Kanchelskis
- Dmitri Chéryshev (2011/2012).
- Haji Hajiyev (2012)
- Gadzhi Gadzhiev (2012).
- Yuri Kalivintsev (2013/2014).
- Andrei Talalayev (2014/)

## Historial en liga
| Temporada | Div.                 | Pos. | PJ | PG | PE | PP | GF | GC | Ptos. | Copa | Europa | Europa | Goleador (liga)   |
| --------- | -------------------- | ---- | -- | -- | -- | -- | -- | -- | ----- | ---- | ------ | ------ | ----------------- |
| 1999      | D4, "Povolzhye"      | 7    | -  | -  | -  | -  | -  | -  | -     | -    | -      | -      | -                 |
| 2000      | D4, "Povolzhye"      | 3    | -  | -  | -  | -  | -  | -  | -     | -    | -      | -      | -                 |
| 2001      | D3, "Ural-Povolzhye" | 9    | 34 | 13 | 10 | 11 | 54 | 43 | 49    | -    | -      | -      | Kuznetsov - 12    |
| 2002      | D3, "Ural-Povolzhye" | 6    | 30 | 12 | 8  | 10 | 40 | 38 | 44    | R256 | -      | -      | Podolyanchik - 9  |
| 2003      | D3, "Ural-Povolzhye" | 14   | 38 | 11 | 5  | 22 | 41 | 62 | 38    | R256 | -      | -      | Podolyanchik - 14 |
| 2004      | D3, "Ural-Povolzhye" | 12   | 36 | 12 | 9  | 15 | 41 | 46 | 45    | R512 | -      | -      | Georgiev - 9      |
| 2005      | D3, "Ural-Povolzhye" | 6    | 36 | 15 | 12 | 9  | 44 | 30 | 57    | R256 | -      | -      | Udodov - 7        |
| 2006      | D3, "Ural-Povolzhye" | 7    | 24 | 10 | 8  | 6  | 31 | 23 | 38    | R512 | -      | -      | Loginov - 5       |
| 2007      | D3, "Ural-Povolzhye" | 4    | 26 | 15 | 5  | 6  | 52 | 30 | 50    | R256 | -      | -      | Kaynov - 11       |
| 2008      | D3, "Ural-Povolzhye" | 1    | 34 | 23 | 9  | 2  | 73 | 23 | 78    | R512 | -      | -      | Prokofyev - 17    |
| 2009      | D2                   | 4    | 38 | 17 | 14 | 7  | 54 | 32 | 65    | R16  | -      | -      | Khazov - 10       |
| 2010      | D2                   | 2    | 38 | 19 | 14 | 5  | 62 | 25 | 71    | R64  | -      | -      | Martsvaladze - 21 |
| 2011–12   | D1                   | 14   | 44 | 12 | 5  | 27 | 37 | 60 | 41    | SF   | -      | -      | Bibilov - 7       |
| 2012–13   | D1                   | 12   | 30 | 7  | 8  | 15 | 28 | 46 | 29    | R32  | -      | -      | Sapogov - 9       |

## Palmarés

### Torneos nacionales
- Segunda División (1): 2008.